# Dendrobium chrysocrepis
Dendrobium chrysocrepis är en orkidéart som beskrevs av C.S.P.Parish, Heinrich Gustav Reichenbach och Joseph Dalton Hooker. Dendrobium chrysocrepis ingår i släktet Dendrobium, och familjen orkidéer. Inga underarter finns listade i Catalogue of Life.